# Словацкая социал-демократическая партия Венгрии
Словацкая социал-демократическая партия королевства Венгрии (словац. Slovenská sociálnodemokratická strana Uhorska), также известная как Словацкий исполнительный комитет, существовала как независимая партия с июня 1905 по март 1906 года и как аффилированная с венгерской Социал-демократической партией с 1906 по 1918 год. Председателем партии был Эмануэль Лехоцкий. Центральным печатным органом партии служила газета «Slovenské robotnícke noviny».
Словацкие социал-демократы решили на своём первом съезде в Прессбурге в июне 1905 года создать собственную партию, выйдя из рядов Социал-демократической партии Венгрии. Однако они не смогли заполучить остававшийся у венгерских социал-демократов контроль над профсоюзами, служившими тогда главным источником финансовых средств для социал-демократических партий. В итоге на Втором словацком социал-демократическом съезде, состоявшемся в марте 1906 года, было принято решение о воссоединении с венгерской партией в качестве Словацкого исполнительного комитета. Последний сплотил словацких рабочих в Венгрии на идеях социал-демократии и обладал высокой степенью политической автономии. Он направлял свои делегации на съезды Социал-демократической партии Венгрии, в которой было распространено критическое мнение о том, что Словацкий исполнительный комитет поддерживает сепаратизм и финансируется руководством Чехословацкой партии в Праге.
Ежегодный съезд Социал-демократической партии Венгрии в 1906 году подтвердил роль национальных комитетов в партии. Во время Третьего словацкого социал-демократического съезда, состоявшегося в марте 1908 года, Словацкий исполнительный комитет был представлен 6346 членами, организованных в профсоюзные организации в 35 населенных пунктах и словацкие комитеты в шести городах.
Партия объединилась с Чехословацкой социал-демократической рабочей партией 15 декабря 1918 года. После интеграции в неё в 1918 году Словацкий исполнительный комитет пользовался значительной автономией. Однако к 1920 году партийное руководство в Праге урезало автономию словацкого отделения. Оно также сократило число словацких представителей в руководстве партии с трёх до одного.